# Puku mocsáriantilop
A puku mocsáriantilop (Kobus vardonii) az emlősök (Mammalia) osztályának párosujjú patások (Artiodactyla) rendjébe, ezen belül a tülkösszarvúak (Bovidae) családjába és a nádiantilop-formák (Reduncinae) alcsaládjába tartozó faj.

## Előfordulása
Kongói Demokratikus Köztársaság, Tanzánia és Zambia területén él.

## Alfajok
- Kobus vardonii senganus (P. L. Sclater & Thomas, 1897)
- Kobus vardonii vardonii (Livingstone, 1857)

## Megjelenése
Marmagassága 80 cm körüli, testhossza 1,5–1,7 m; tömege 70–80 kg. Kizárólag a bakok viselnek szarvat, átlagosan 50 centimétereseket.

## Életmódja
A száraz évszak idején kisebb, mintegy 5–30 fős csapatokban élnek, bőség esetén több kisebb csapat összeverődik. Magas állománysűrűség esetén kisebb territóriumot védenek a bakok. Ha az adott bak területére nőstények érkeznek, igyekszik minél tovább a területén tartani a „vendégeket”.

## Szaporodása
Elvileg egész évben szaporodhat, de megfigyelték, hogy a legtöbb utód az esős időszakban születik, tehát január és április között. A vemhesség 8 hónapig tart, melyet követően egy utódot ellik az anyaállat.